# Pairagachha
Pairagachha è una suddivisione dell'India, classificata come census town, di 4.350 abitanti, situata nel distretto di Hooghly, nello stato federato del Bengala Occidentale. In base al numero di abitanti la città rientra nella classe VI (meno di 5.000 persone).

## Geografia fisica
La città è situata a 22° 42' 06 N e 88° 15' 31 E.

## Società

### Evoluzione demografica
Al censimento del 2001 la popolazione di Pairagachha assommava a 4.350 persone, delle quali 2.157 maschi e 2.193 femmine. I bambini di età inferiore o uguale ai sei anni assommavano a 379, dei quali 191 maschi e 188 femmine. Infine, coloro che erano in grado di saper almeno leggere e scrivere erano 3.492, dei quali 1.858 maschi e 1.634 femmine.